# Danske kanonbåde
De første danske kanonbåde var joller, bevæbnet med en enkelt eller to kanoner, og beregnet til forsvar af havne, især Flådens leje i København. Under krigen med England 1807-14, også kaldet kanonbådskrigen, blev der igangsat et omfattende byggeprogram. De store skibe var væk (taget af englænderne), og der var hverken tid eller materialer nok til et bygge en ny flåde af store skibe. I stedet blev der bygget omkring 200 kanonbåde, fordelt på to typer, kanonchalupper med 76 mand om bord, og bevæbnet med 1-2 kanoner, og kanonjoller med 24 mands besætning, og armeret med en enkelt kanon. Begge typer var baseret på tegninger, lavet af den svenske skibskonstruktør Fredrik Henrik af Chapman i 1760'erne. Kanonerne var typisk 18 eller 24 pund.
Kanonbådene gjorde tjeneste i de indre farvande (Kattegat og Bælterne), samt i den norske skærgård. De første chalupper var typisk opkaldt efter byer (Faaborg, Rødbye, Jægerborg osv.), men da produktionen eskalerede, fik de fleste blot et nummer. 
Efter fredsslutningen blev de fleste overlevende både hurtigt udrangeret. Et antal kanonjoller og chalupper, der var stationeret i norske farvande, indgik i den norske flåde i 1814.
Der blev bygget en serie efternølere efter krigen, i alt 11 kanonchalupper, der blev nummereret i spredt fægtning:
- Kanonchalup Nr. 39 (1825-1867)
- Kanonchalup Nr. 41 (1825-1867)
- Kanonchalup Nr. 43 (1825-)
- Kanonchalup Nr. 45 (1825-)
- Kanonchalup Nr. 47 (1825-)
- Kanonchalup Nr. 49 (1825-)
- Kanonchalup Nr. 12 (1826-)
- Kanonchalup Nr. 24 (1826-1864)
- Kanonchalup Nr. 32 (1826-)
- Kanonchalup Nr. 21 (1833-1867)
- Kanonchalup Nr. 22 (1833-1867)

## Bombekanonjoller og bombekanonchalupper
I 1820'erne blev erfaringerne fra kanonbådskrigen gennemgået af en sømilitær komite, og det blev besluttet at bygge en ny serie skibe, på 17 bombekanonjoller og 23 noget større bombekanonchalupper. De afveg fra deres forgængere med hensyn til armering, idet de blev forsynet med en kraftig granatkanon, udviklet af franskmanden Paixham, med en projektilvægt på 60 pund.
- Bombekanonjolle Nr. 1-17.
- Bombekanonchalup Nr. 1-23.

Efter den første Slesvigske krig overtog Marinen en række kanonchalupper, bygget i Holsten til den Slesvig-Holstenske flåde. De havde en længde på 20 til 24 meter og var typisk armeret med to kanoner.
- Kanonchalup Nr. 1-12.

## Hjul- og skruekanonbåde
I den danske marine var der fra starten ikke speciel interesse for at anvende dampskibe til krigsbrug. På grund af hjulskovlenes placering på siden af skroget var de sårbare, og man forestillede sig, at de i stedet skulle bruges til bugsering af sejlskibene og til troppetransport og kurertjeneste. Hvis behovet opstod, ville marinen overtage statslige og private dampere til formålet, i stedet for at bygge selv. Kong Frederik 6. foranledigede, at marinen fik sit første dampskib Kiel, købt i England 1824. Kiel havde ingen armering og fungerede ikke som krigsskib, men som kongeskib.

### Hjuldampskibe indkøbt til Marinen
Det første danske krigsskib, der var bygget af jern, var Hjuldamperen Ægir, bygget i London. Ægir kom til Danmark i 1841 og var i perioden 1842-56 ofte anvendt af kongefamilien på kortere rejser.
Derpå fulgte Hjuldampskibet Hekla i 1842. Hekla var større end Ægir og havde langt kraftigere kanonbevæbning. Hekla var krigsudrustet og deltog i begge Slesvigske krige. 
Hjuldampskibet Geiser fra 1844 lå i størrelse og bevæbning tæt på Hekla, men var specielt, fordi det var det første af Flådens dampskibe, der var bygget i Danmark (Orlogsværftet på Nyholm).
Hjuldampskibet Ganges blev købt i 1845 i Indien til brug for den første Galathea-ekspedition. Ganges deltog i udforskningen og koloniseringen af Nicobarerne, og blev solgt, da koloniseringen blev opgivet i 1848.
Hjuldampskibet Holger Danske var under bygning som ruteskib i England, men kontrakten blev overtaget af Marinen og resultatet blev en velarmeret kanonbåd, der gjorde tjeneste i begge slesvigske krige.

### Hjuldampskibe anvendt i De Slesvigske Krige
Hjuldampskibet Hertha var bygget i 1844 til toldvæsenet. Det var krigsudrustet i begge krige. 
Hjuldampskibet Slesvig blev bygget i 1845 til postvæsenet. Det var krigsudrustet 1848-50 og blev i perioden 1856-79 benyttet som kongeskib, før det igen tjente i Marinen i årene 1884-93. 
Hjuldampskibet Skirner fra 1847 var bygget på Orlogsværftet. I årene 1850-63 gjorde det tjeneste som postbåd på ruten Korsør-Kiel. 
Hjuldampskibet Eideren ankom fra England i 1849 til postvæsenet. Det var krigsudrustet og udlånt til Marinen i 1849-51. 

### Skruekanonbåde
Marinens første skruekanonbåd var den tidligere holstenske kanonbåd Von der Tann, bygget Holsten og i tysk tjeneste 1849-52. Som de øvrige holstenske krigsskibe blev den overgivet til Danmark og fik navnet Støren. Den gjorde tjeneste til 1861.
I 1857 byggede Orlogsværftet Skruekanonbåd Nr. 1, der var større og hurtigere end Støren. I 1859 fulgte søsterskibet Schrødersee (påbegyndt som Skruekanonbåd Nr. 2).
I 1861 fulgte yderligere fire søsterskibe, kanonbådene Buhl, Krieger, Marstrand og Willemoes. De tre første blev bygget hos Burmeister & Baumgarten i København og Willemoes på Orlogsværftet.
I 1862 kom den lidt mindre kanonbåd Hauch, også bygget på Orlogsværftet.
Bortset fra Støren, der var krigsbytte, blev alle danske skruekanonbåde opkaldt efter søofficerer, der var faldet i kamp (Skruekanonbåd Nr. 1. skiftede navn til Thura).

## Pansrede kanonbåde
I 1860 byggede den franske marine verdens første søgående panserskib, La Gloire, og i 1861 fulgte England op med Warrior, der var bygget af jern. 
Den danske marine var med fremme, og bestilte i 1861 to pansrede kanonbåde ("panserskonnerter") på det værft, der havde bygget Warrior. De fik navnene Absalon og Esbern Snare, og de ankom til Danmark i 1862.

## Orlogsskonnerter
I årene mellem 1862 og 1878 blev der bygget fire orlogsskonnerter, der også kan betegnes som kanonbåde, idet de havde nogle få kraftige kanoner, opstillet som svingkanoner, så de kunne skyde i flere retninger. Skonnerterne blev ofte brugt som inspektionsskibe i Nordatlanten og som stationsskibe ved de Vestindiske Øer. 

## Kanonbåde med svært artilleri
Fra 1868 begyndte man i England at bygge kanonbåde med en enkelt kraftig kanon, især beregnet til kystforsvar. Den danske marine fik bygget den tilsvarende (men noget mindre) kanonbåd Drogden i Frankrig i 1872.
Derpå fulgte fem kanonbåde, der repræsenterede en mere tilfredsstillende sammenhæng mellem deplacement og bevæbning. Kanonbådene Falster, Øresund, Møen, Lille Bælt og Store Bælt blev bygget på Orlogsværftet og havde gennemgående lange karrierer i Marinen.

## Søgående kanonbåde
Marinen fulgte igen udviklingen i de toneangivende lande, og gik over til at bygge kanonbåde, der var udstyret med mellemsvært skyts og som var mere sødygtige end de hidtidige. Søsterskibene Grønsund og Guldborgsund var de første af denne type, og de indledte en lang tradition for, at kanonbådene især gjorde tjeneste som fiskeriinspektionsskibe.

### Inspektionsskibene
Efter en pause på 15 år begyndte Marinen igen at bygge kanonbåde, primært til tjeneste ved Island og Færøerne, og de overtog derfor betegnelsen inspektionsskibe. Den første var Beskytteren, og efter den voksede skibene i størrelse og armering, med Islands Falk, Fylla, Hvidbjørnen og Ingolf, der var det sidste inden 2. verdenskrig.
Til tjeneste inden for Skagen og som vagtskibe under første verdenskrig var der en række mindre enheder: Inspektionsskibet Absalon, Inspektionsskibet Thor, Vagtskibet Kong Christian, Inspektionsskibet Saltholm og Inspektionsskibet Diana